# (2250) Stalingrad
(2250) Stalingrad (1972 HN) – planetoida z pasa głównego asteroid okrążająca Słońce w ciągu 5,69 lat w średniej odległości 3,19 au. Odkryta 18 kwietnia 1972 roku.